# Velocity Series
Velocity Series je komplexním balíkem modulárních, ale integrovaných řešení, která jsou odpovědí na PLM potřeby firem střední velikosti. Sestávají z předkonfigurované rodiny softwarových aplikací pro vývoj, analýzu a správu dat - Solid Edge, Femap, CAM Express, Teamcenter Express.